# Parco nazionale De Biesbosch
Il parco nazionale De Biesbosch (Nationaal Park De Biesbosch in nederlandese) è un parco nazionale dei Paesi Bassi che occupa la maggior parte dell'area nota come De Biesbosch o Biesbosch ("foresta di carici"), situata nelle provincie del Brabante Settentrionale e dell'Olanda Meridionale. Il parco è una dei pochi bacini d'acqua dolce caratterizzati da fenomeni di marea in Europa ed è costituito da una fitta rete di canali e ruscelli, che delimitano isole fluviali fangose o sabbiose. La vegetazione consiste prevalentemente di foreste di salici e densi canneti di cannucce di palude.
Il De Biesbosch è un'area importante per molti uccelli acquatici e per diverse specie di oche migratrici. Lo status di parco nazionale è stato assegnato nel 1994, ma già nel 1980 aveva ricevuto la designazione di zona umida di importanza internazionale nell'ambito della Convenzione di Ramsar.

## Caratteristiche
.

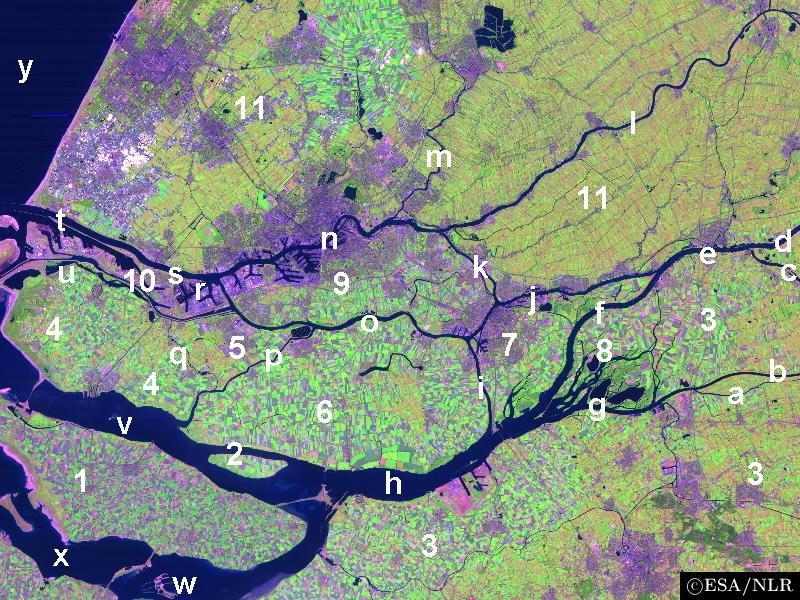
Una fotografia satellitare del complesso sistema fluviale del delta del Reno, della Mosa e della Schelda. Il De Biesbosch è indicato con il numero 8.

Il parco si estende su una superficie di 9 000 ettari compresi tra i fiumi Boven Merwede (Merwede Superiore) e Amer, e attraversato dal canale artificiale Nieuwe Merwede (Nuova Merwede). L'intera area è suddivisa in tre zone.
Sliedrechtse Biesbosch
È la parte più settentrionale del parco, compresa tra i fiumi Beneden Merwede (Merwede Inferiore) a nord, Nieuwe Merwede a sud, Wantij a ovest e Boven Merwede a est.
È la parte del parco maggiormente caratterizzata dai fenomeni di marea e deve il suo nome alla cittadina di Sliedrecht, che fu allagata al momento della formazione del De Biesbosch e ricostruita sull'altra sponda della Beneden Merwede. La parte orientale di quest'area del parco è una delle poche nei Paesi Bassi che conserva intatto un sistema di dune fluviali.
Hollandse Biesbosch
È la parte più occidentale del Biesbosch, separato dal resto del parco dalla Nieuwe Merwede. L'Hollandse Biesbosch è quello che resta del Zuid-Hollandse Biesbosch, un tempo molto più grande. A volte la nomenclatura Hollandse Biesbosch viene associata anche all'intero Zuid-Hollandse, così come al Dordtse Biesbosch e al Sliedrechtse Biesbosch.
Questa parte del parco è particolarmente rinomata per i suoi uccelli.
Brabantse Biesbosch (Zuidwaard)
È l'area a est della Nieuwe Merwede. Come nel Zuid-Hollandse Biesbosch, molte aree sono state bonificate e destinate ad uso agricolo; solo nella parte più meridionale, il cosiddetto Zuidwaard, sono state conservate aree umide di pregio; solo quest'ultima area fa parte del parco nazionale.
Lo Zuidwaard è la più grande area del parco nazionale ed è caratterizzata da vasti boschi di salici, circondati da ampie insenature.

## Fauna

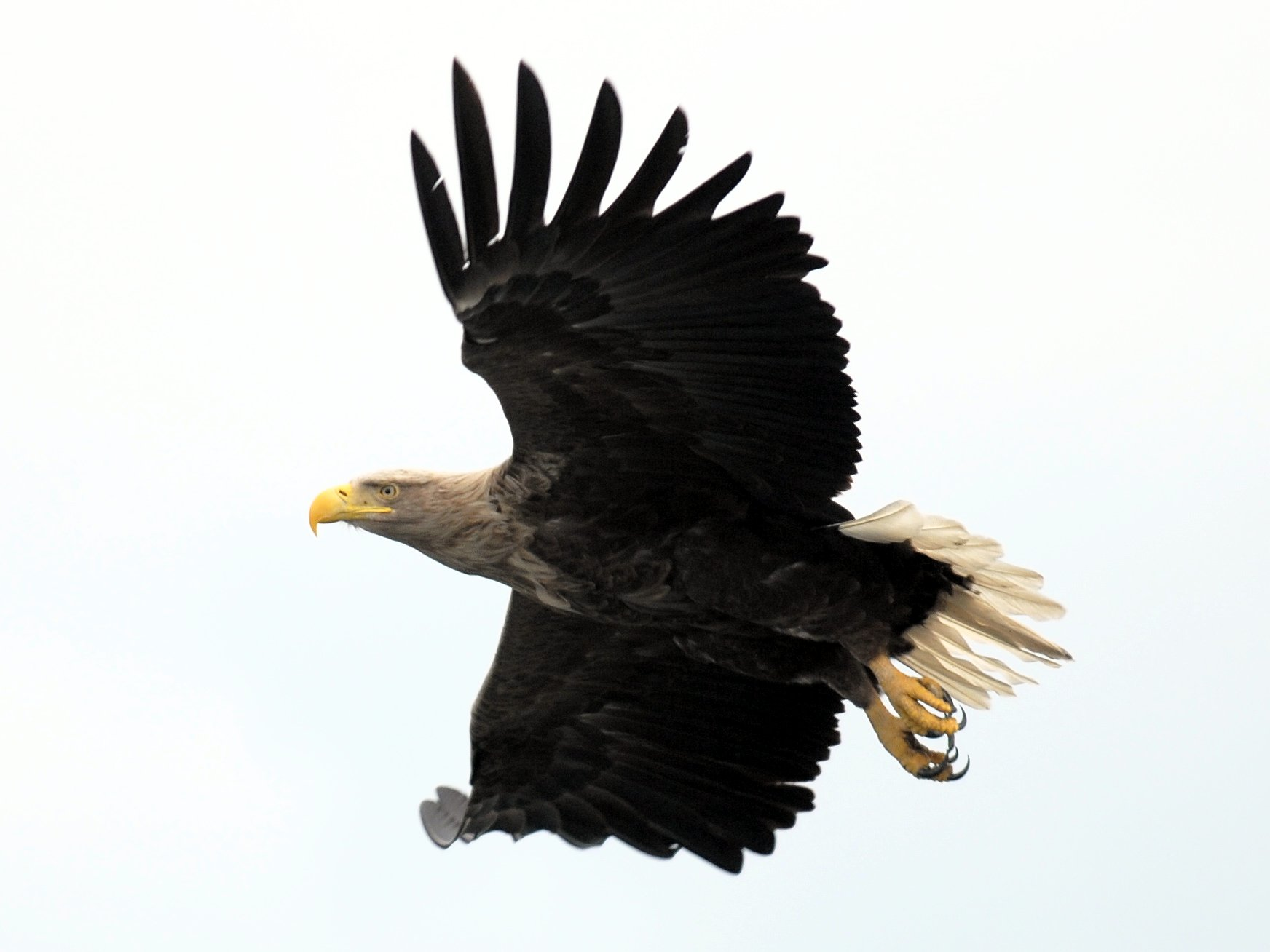
Un'aquila di mare dalla coda bianca.

### Uccelli
Il parco ospita parecchi uccelli. Torrette per il birdwatching si trovano nei polder Maltha, Beneden Spieringpolder, nel Sliedrechtse Biesbosch, ai margini del Mariapolder e nel Dordtse Biesbosch.
È particolarmente importante la locale popolazione di martin pescatore di fiume. Per parecchi anni inoltre hanno nidificato nel parco due aquile di mare dalla coda bianca; nel 2011 è stato avvistato un giovane esemplare.
Grazie ad alcuni interventi di ripristino del sistema idrogeologico l'airone bianco maggiore e la garzetta sono recentemente ricomparsi nel De Biesbosch.

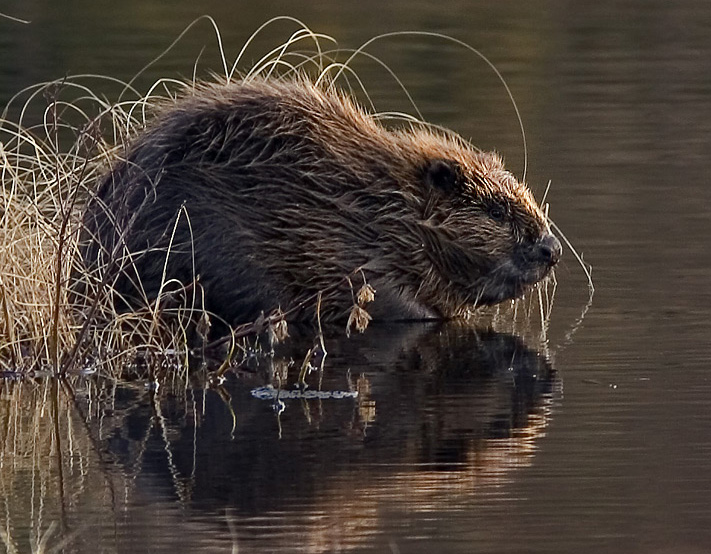
Un castoro europeo.

### Castori e lontre
Un totale di 42 castori furono reintrodotti nel parco prima nel 1988 per volontà di Gerrit Braks (all'epoca Ministro dell'agricoltura, delle risorse naturali e della pesca), poi nel 1989 dal principe Bernardo ed infine nel 1999 da J. Borgman (presidente della Consulta parco nazionale De Biesbosch).
Gli animali, provenienti dalla RDT e dotati di trasmettitore, sono stati oggetto di studio e sono aumentati nel tempo fino a 150 unità.
Un programma simile è in fase di applicazione per le lontre.

### Vacca delle Highland
Nella parte meridionale del parco esiste un allevamento di circa 160 capi di vacca delle Highland. La mandria è solita pascolare nei polder Lange Plaat, Turfzakken, Lepelaar, Plomp, Allards e Kwestieus.

## Storia

### Formazione

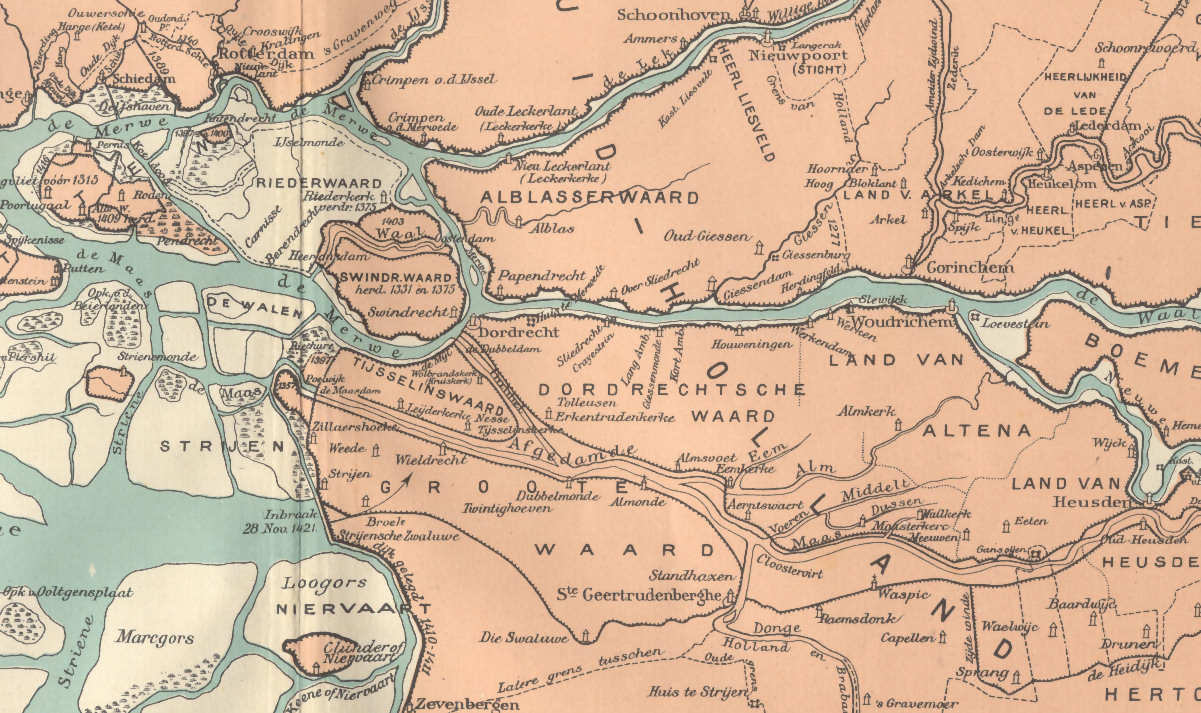
Il Groote Waard nel 1421.

L'area umida Biesbosch ebbe origine nella prima metà del XV secolo, in seguito alla seconda inondazione di Santa Elisabetta del 1421. Questa causò un allagamento di un'area di 300 km² nella regione agricola nota come Grote Hollandse Waard o Grote Waard, depositando uno strato di fango e limo che seppellì i campi e le colture. L'allagamento fu dovuto al cedimento di una diga non adeguatamente manutenzionata, sotto l'azione di una violenta tempesta proveniente dal mare del Nord; ne risultò un allagamento da parte delle acque del mare del Nord verso il polder sottostante modificandone definitivamente l'aspetto.
Dopo l'allagamento la morfologia della regione ne risultò profondamente modificata; il Grote Hollandse Waard consisteva adesso di tre aree: l'isola di Dordrecht a ovest, la Land van Altena (con la città di Woudrichem) a est e le paludi salmastre del Biesbosch nel mezzo. L'inondazione causò tra le 2 000 e le 10 000 vittime ed interi villaggi furono sommersi (72 secondo la tradizione).
Molti bracci del delta Reno-Mosa che servivano per drenare il Grote Waard scomparvero. Tra questi il Dubbel, l'Eem, il Werken, il Graaf, l'Alm e molti altri canali di drenaggio. La maggior parte dell'area cambiò il proprio aspetto a favore di un nuovo sistema di estuari. I più importanti di questi erano il Hollandsch Diep e il Bergse Veld che, prima dell'inondazione, erano collegati al Haringvliet e rappresentavano un ingresso di acqua salmastra dal mare del Nord.

### Bonifica

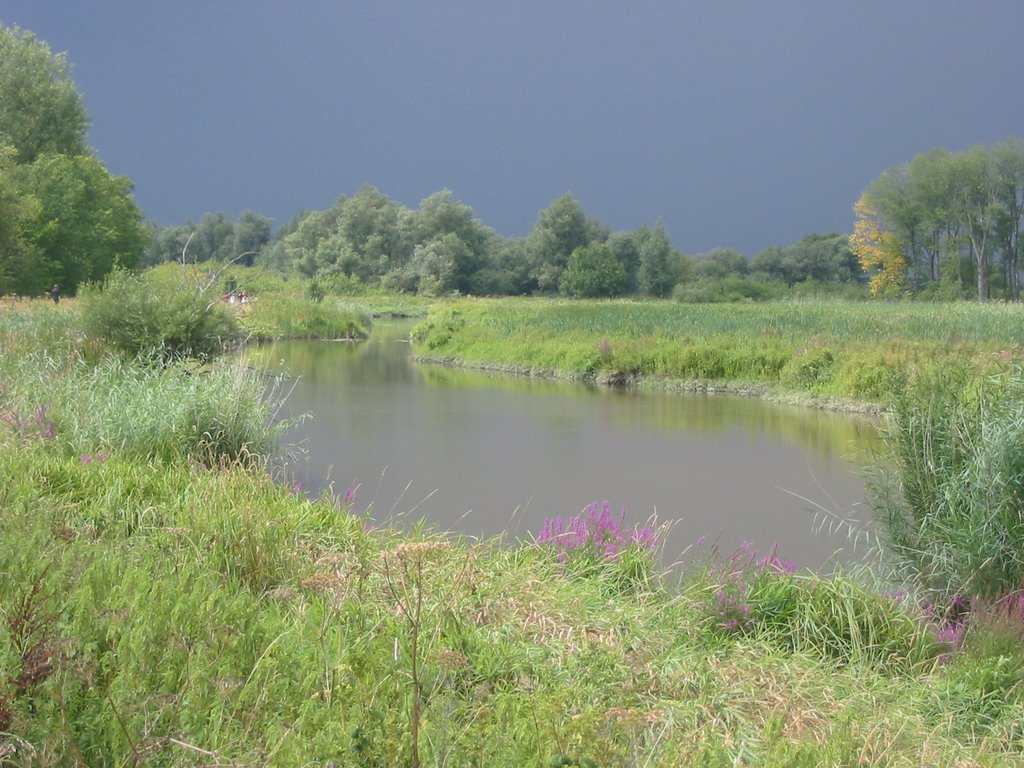
Quello che resta di un ruscello nel parco nazionale De Biesbosch.

Il Bergse Veld era inizialmente un braccio di mare caratterizzato da alta marea e prevalenza di acqua dolce. Dopo l'inondazione sorsero una fitta rete di canali e piane di marea che costituirono il delta interno dei grandi fiumi che vi si riversavano. Da quel momento l'area fu denominata De Biesbosch. Una conseguenza del nuovo aspetto dell'area fu che, a causa degli ingenti depositi dei fiumi Reno e Mosa, molti dei canali non poterono più essere utilizzati per la navigazione, interrompendo le importanti rotte di navigazione tra Rotterdam e le aree più interne.
Nel corso dei secoli l'aspetto del Biesbosch cambiò nuovamente, grazie alle opere di bonifica che crearono nuovi polder. I canali navigabili tra Rotterdam e il Reno e la Mosa furono ripristinati, rimuovendo regolarmente i depositi fluviali. Molti ruscelli vennero chiusi a monte per ridurre il rischio di allagamento. La confluenza tra Reno e Mosa fu chiusa, separando i due fiumi al fine di controllarne meglio le portate. A questo proposito fu creata una nuova foce della Mosa, per mezzo della realizzazione del canale artificiale Bergse Maas nel 1904. La Nuova Merwede fu scavata invece tra il 1861 e il 1874 al fine di garantire un più efficace drenaggio dell'acqua del Reno, dividendo così il Biesbosch in due aree.
Come conseguenza di questi interventi idrogeologici, il Biesbosch perse la funzione di foce dei fiumi e attualmente riceve acqua solo nei periodi di piena.
Prima del 1970 l'area del Biesbosch era direttamente collegata con il mare del Nord con una ampiezza di marea di circa 2 metri in media, mantenendo una prevalenza di acqua dolce. Tale differenza quasi scomparve a partire dal 1970, appunto, dopo la realizzazione del cosiddetto Piano Delta, un gigantesco piano per la protezione delle coste dei Paesi Bassi sud-occidentali, con il quale fu chiuso il Haringvliet e con esso il collegamento con il mare. La diminuzione dell'ampiezza di marea modificò profondamente la morfologia del territorio sostituendo l'intricato sistema di ruscelli e canali con boschi di salici e fiumi residui.

### Ripristino dell'ecosistema

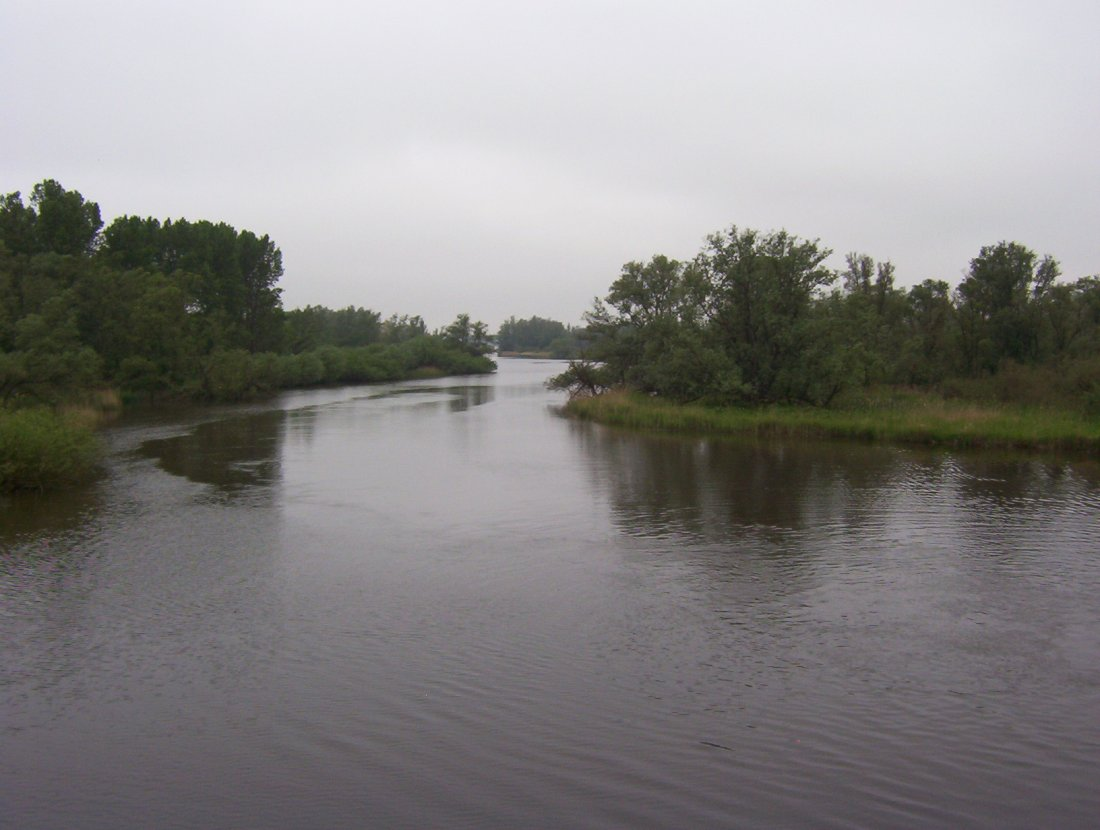
Il tipico aspetto di un fiume nel De Biesbosch.

Dopo il particolare ingrossamento che caratterizzò il Reno e la Mosa nel 1993 e 1995, il governo olandese decise di ripristinare l'ecosistema precedente alle opere di bonifica, ricollegando i fiumi e i canali, in modo da recuperare la funzione di delta interno per i due fiumi. In questo modo l'area può servire da bacino di accumulo e ridurre i rischi di allagamento. L'intervento inoltre mirava ad espandere l'habitat di molti animali.
Soprattutto la popolazione di castori dovrebbe beneficiare degli interventi idrogeologici. Si spera inoltre che i cambiamenti favoriscano il ritorno del falco pescatore e la diffusione dell'aquile di mare dalla coda bianca.
È in programma anche il ripristino della funzione degli estuari Haringvliet e Hollandsch Diep, restaurando la naturale prevalenza di acqua salata su acqua dolce e il fenomeno delle maree. Le prime attività saranno quelle di apertura delle chiuse sul Haringvlietdam; tale operazione sarà effettuata in maniera graduale per evitare conseguenze eccessivamente negative sulle attività agricole, dovute all'aumento della frazione di acqua salata. Il progetto prevede comunque la possibilità di operare le chiuse a protezione dell'area in caso di inondazioni provenienti dal mare del Nord.
L'apertura della diga dovrebbe permettere l'ingresso nel Reno e nella Mosa da parte dei pesci migratori; questo dovrebbe permettere il ripopolamento di salmoni, trote, alose, osmeridi ed altre specie di pesci. Inoltre dovrebbe favorire la diffusione della popolazione olandese di foche, attualmente diffusa solo in poche aree lungo l'Oosterschelde. In passato la popolazione di foche era numerosa nel De Biesbosch, ma scomparve completamente nel 1970 con la messa in opera del piano Delta.
Altri programmi prevedono la reintroduzione di alci.